# Стилос (Ханья)
Сти́лос (греч. Στύλος) — село в Греции. Расположено на высоте 84 метра над уровнем моря, на Крите, в 13 километрах к юго-востоку от Ханьи и в 285 километрах к югу от Афин. Входит в общину Апокоронас в периферии Крит. По результатам переписи 2011 года население составляет 319 человек.

## История

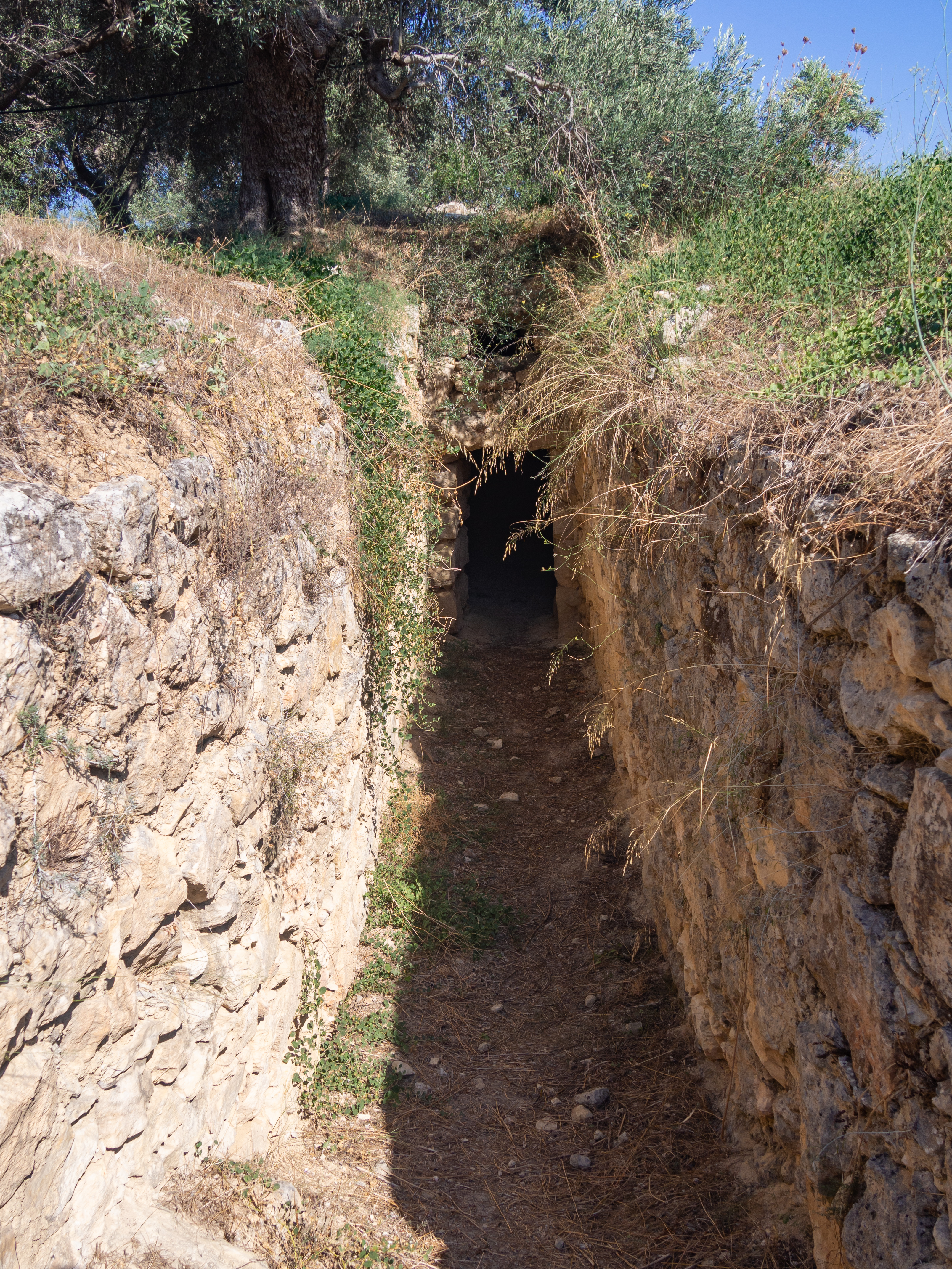
Вход в гробницу позднеминойского периода ПМIII (XIV—XVIII вв. до н. э.) в Стилосе

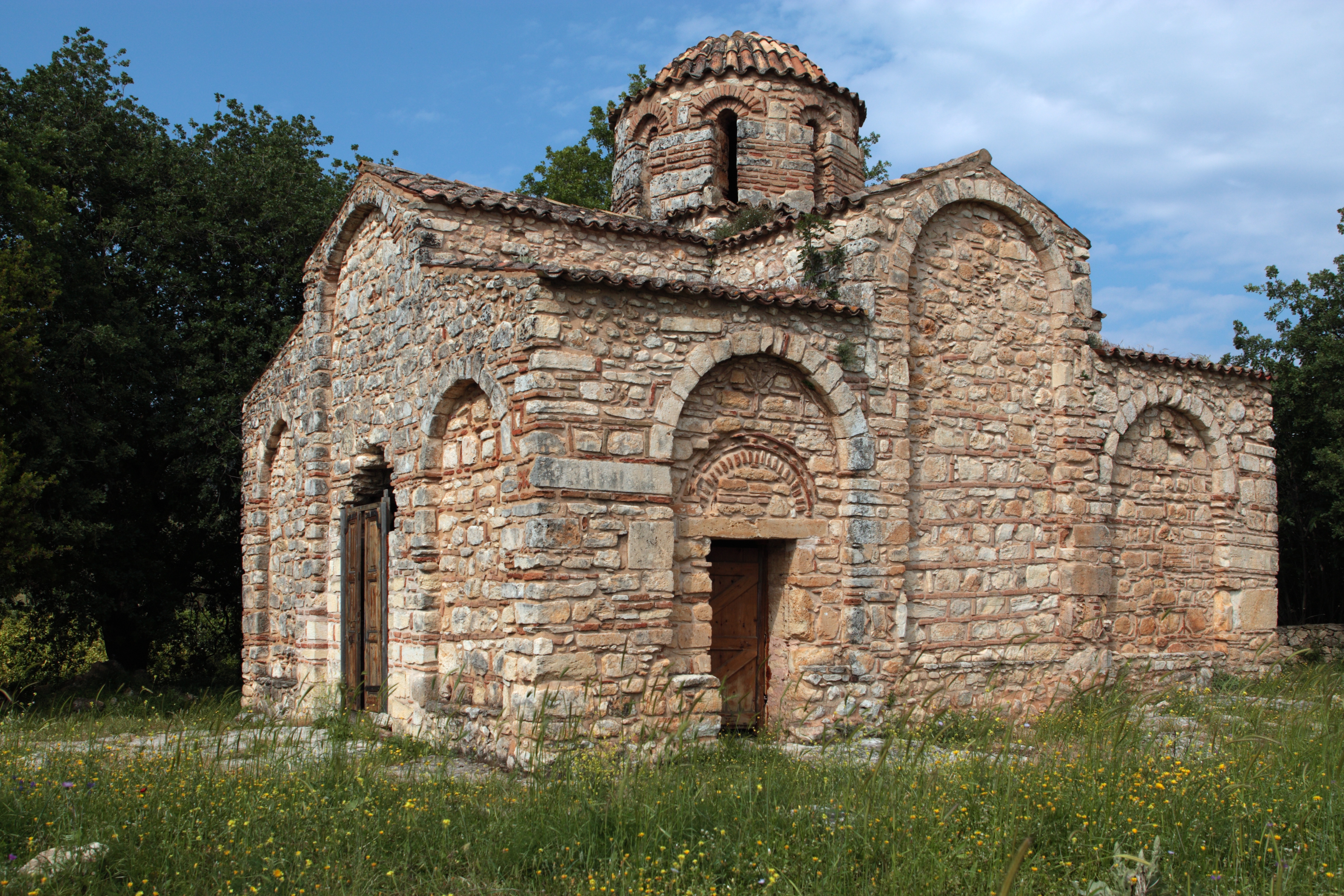
Византийская церковь Панагия Зервиотисса XII века в Стилосе

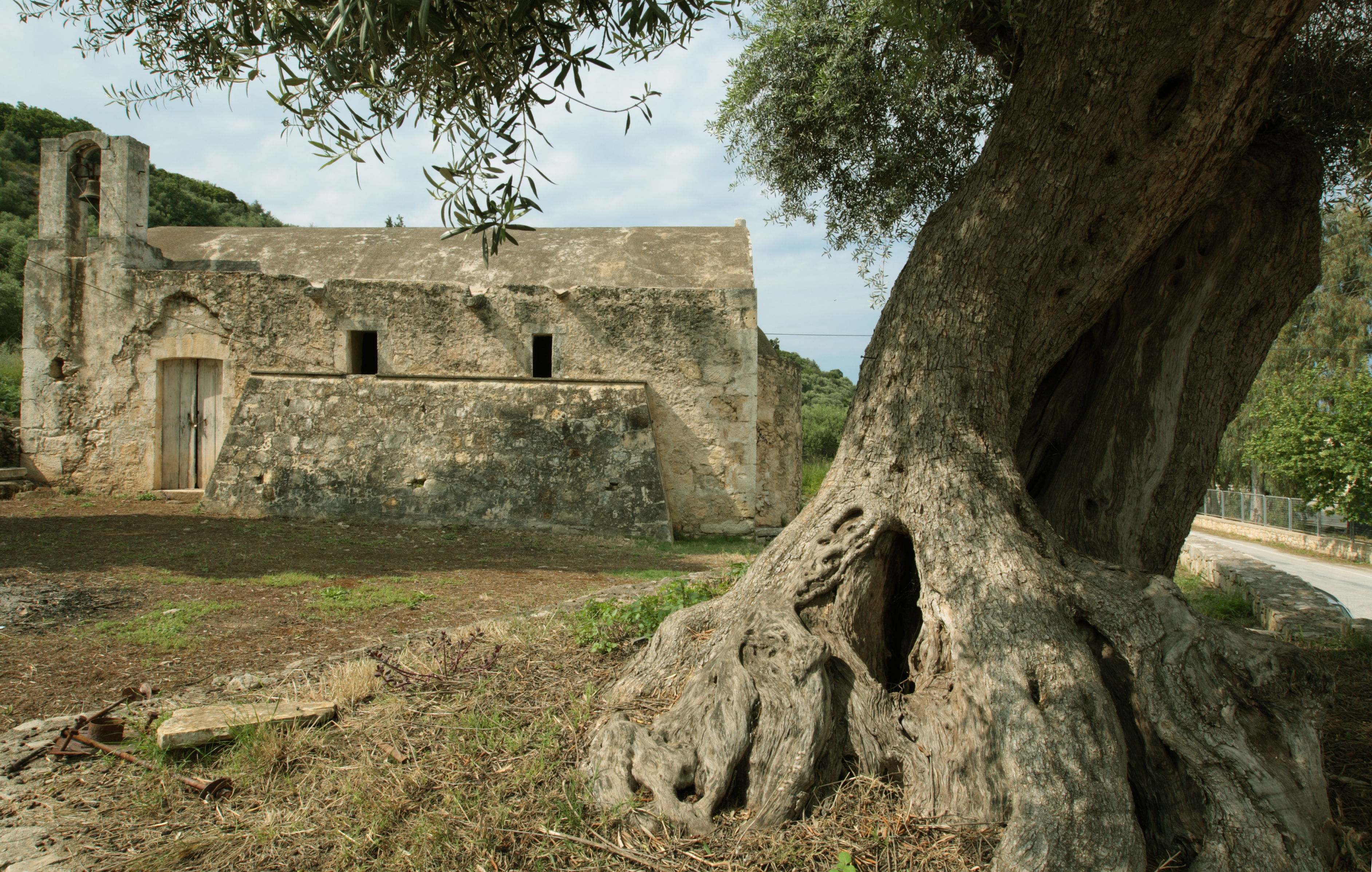
Церковь Святых Иоанна Богослова и Николая XIII века в Стилосе

В местности «Азойрес» («Αζωγυρές» ή «Αζοϊρές») к югу от древнего города Аптера и к востоку от дороги, ведущей к селу Стилос было обнаружено важное поселение, датируемое минойским периодом, вероятно a-pa-ta-wa (реконстр. Aptarwa = Аптара), известное из надписей на Линейном письме Б. Основано в раннеминойский период (3600—2160 гг. до н. э.) и покинуто в V веке до н. э. Позднее на удалении около 1.5 км от Стилоса был основан античный город Аптера, названный, по-видимому, в честь пришедшего в упадок более древнего поселения.
Наиболее важный памятник в области представляет собой монументальную сводчатую гробницу топарха позднеминойского периода ПМIII (XIV—XVIII вв. до н. э.), которая была обнаружена в 1961 году археологами Николаосом Платоном и Костисом Даварасом (Κωστής Δαβάρας) по наводке одного из местных жителей. Гробница была разграблена, остались несколько фрагментов керамики на полу. Каменный коридор длиной 20,8 метров ведёт в круглый каменный зал диаметром 4,3 метра. Над входом в исторический период (VII—V вв. до н. э.) были кубки, которые использовались для жертвоприношений.
Минойское поселение, с которым связана гробница, было обнаружено в 1970 году на юго-востоке холма, когда было раскопано значительное здание позднеминойского периода ПМIII (1390—1100 до н. э.). Одной стороной здания служит стена длиной 11 метров, сохранившаяся на высоту 1,3 метра. По периметру холма обнаружены остатки поселения. В области найденного здания была обнаружена круглая печь для керамики, существование которой свидетельствует о развитом производстве в позднеминойский период ПМIII (около 1340—1190 до н. э.). В печи обжигались относительно небольшие изделия (вазы или маленькие пифосы).
На вершине холма была раскопана большая часть комплекса строений конца VII века до н. э., обитаемого до середины V века до н. э. Раскопки выявили четыре больших комнаты в ряд с общей западной стеной. Между комнатами была найдена лестница, ведущая на второй этаж.
Область к востоку и югу от местности «Азойрес» была заселена с римского до византийского периода. В местности Ксерольос («Ξερολιός») на востоке было кладбище и поселение поздней античности (VII век). В местности «Монастира» («Μοναστήρα») расположена византийская церковь Панагия Зервиотисса XII века. Церковь основана монастырём Иоанна Богослова на Патмосе. В Стилосе также находится церковь Святых Иоанна Богослова и Николая XIII века.
Село Стилос упоминает Франческо Бароцци в 1577 году как Stillio и венецианская перепись 1583 года как Stilo. В 1822 году в ходе Греческой революции мятежники, стоявшие лагерем в Стилосе отбили атаку турок. По одной из версий Измаил-Селим-паша, командовавший египетской армией при подавлении Критского восстания 1866 года, умер от ранения, полученного в Стилосе.

## Сообщество
Сообщество Стилос создано в 1925 году (ΦΕΚ 27Α). В сообщество входят четыре села. Население 488 человек по переписи 2011 года. Площадь 10,904 квадратных километра.
| Населённый пункт | Население (2011), человек |
| ---------------- | ------------------------- |
| Проварма         | 112                       |
| Самонас          | 37                        |
| Стилос           | 319                       |
| Фарангион        | 20                        |

## Население
| Год  | Население, человек |
| ---- | ------------------ |
| 1991 | 301                |
| 2001 | 301                |
| 2011 | ↗ 319              |